# Eric Trump
Eric Frederick Trump (ur. 6 stycznia 1984 w Nowym Jorku) – amerykański biznesmen i filantrop. Syn Donalda Trumpa i jego pierwszej żony Ivany. W 2006 roku założył swoją fundację. Jest wiceprezesem The Trump Organization i posiada winiarnię Trump Winery. Brał udział w show The Apprentice.

## Wczesne życie i edukacja
Trump urodził się na Manhattanie w Nowym Jorku i uczęszczał do nowojorskiej szkoły Trinity School. Jego rodzice rozwiedli się w 1991 roku, gdy miał siedem lat. W 2002 ukończył The Hill School w Pottstown. W 2006 roku, po ukończeniu z wyróżnieniem Uniwersytetu Georgetown w Waszyngtonie na kierunku finansów i zarządzania, rozpoczął pracę w The Trump Organization.

## Kariera
Trump jest wiceprezesem wykonawczym ds. rozwoju i zakupów w The Trump Organization. Odpowiada za krajową i międzynarodową ekspansję udziałów spółki w rynku nieruchomości. Wraz z ojcem nadzorował rozbudowę sieci pól golfowych Trump Golf, zwiększając ich liczbę z trzech, kiedy dołączał do przedsiębiorstwa w 2006 roku, do ponad piętnastu; m.in. w Nowym Jorku, New Jersey, Pensylwanii, na Florydzie, w Karolinie Północnej, Kalifornii i Puerto Rico. Wraz z siostrą, Ivanką, odpowiedzialny był za przebudowę i remont hotelu Trump National Doral i pola golfowego Blue Monster w Miami.
W 2013 roku Trump zdobył nagrodę „Rising Star of the Year” czasopisma Wine Enthusiast Magazine. W 2012 roku zyskał uznanie dwutygodnika Forbes w zestawieniu „30 under 30” na rynku nieruchomości oraz przez tygodnik New York Observer jako jeden spośród „20 najważniejszych młodych filantropów”. Tygodnik New York Observer wydawany jest przez jego szwagra, Jareda Kushnera.

## Fundacja Erica Trumpa
Eric Trump założył swoją fundację w 2006 roku. Według strony internetowej fundacji, jej celem była zbiórka pieniędzy dla nieuleczalnie chorych dzieci i pacjentów z nowotworami ze szpitala St. Jude Children's Research Hospital. Według dostępnych publicznie zeznań podatkowych do końca 2014 roku, fundacja opierała się wyłącznie na pozyskiwaniu funduszy podczas charytatywnych imprez golfowych. W ciągu dziewięciu lat fundacja zebrała 8 054 000 dolarów. Wszystkie imprezy charytatywne organizowano na polach golfowych należących do Trump Organization.
W 2013 i 2014 roku fundacja wykazała w zeznaniach podatkowych przychód w wysokości 3 123 507 dolarów w ramach charytatywnych imprez golfowych oraz wydatek 472 374 dolarów jako koszty organizacji tych imprez na polach golfowych Trump Organization, sklasyfikowane w dokumentach jako „inne koszty bezpośrednie”.
Trump powiedział w lutym 2016 roku, że jego ojciec, Donald Trump, na rzecz fundacji w przeszłości dokonał „osobistych darowizn o wartości setek tysięcy dolarów”, pomimo że dokumentacja podatkowa fundacji nie wykazuje tego rodzaju darowizn. Kiedy The Washington Post odkrył kolejne dowody, Eric Trump odmówił podawania szczegółów.

## Kontrowersje

### Możliwe fałszywe oświadczenia i niewłaściwe wykorzystanie funduszy fundacji Erica Trumpa
Fundacja Erica Trumpa ogłaszała publicznie, że środki zgromadzone na charytatywnych imprezach golfowych są przeznaczane tylko i wyłącznie na potrzeby szpitala St. Jude Children's Research Hospital, a 95–100% zgromadzonych pieniędzy przekazywane jest na cele fundacji. Jednak publiczne rejestry podatkowe pokazują, że fundacja przeznacza znaczne ilości zebranych pieniędzy na opłacenie dostępu do pól golfowych Trump Organization, co podważa prawdziwość jej oświadczeń.
Ponadto, fundacja pieniądze zbierane na rzecz szpitala St Jude's przekazywała także innym fundacjom. Fundacja Trumpa przekazywała również datki innym niepowiązanym fundacjom, między innymi co najmniej trzem towarzystwom opieki nad zwierzętami oraz American Society for Enology and Viticulture, kalifornijskiej organizacji przemysłu winiarskiego.